# Lasionycta variegata
Lasionycta variegata är en fjärilsart som beskrevs av Lingonblad 1944. Lasionycta variegata ingår i släktet Lasionycta och familjen nattflyn. Inga underarter finns listade i Catalogue of Life.